# 新新街街道
新新街街道，是中华人民共和国河南省平顶山市新华区下辖的一个乡镇级行政单位。

## 行政区划
新新街街道下辖以下地区：
前进街社区、兴华社区、谢庄村和校尉营村。